# Rainier II
 (mars 2012).
Si vous disposez d'ouvrages ou d'articles de référence ou si vous connaissez des sites web de qualité traitant du thème abordé ici, merci de compléter l'article en donnant les références utiles à sa vérifiabilité et en les liant à la section « Notes et références ».
Pour les articles homonymes, voir Prince Rainier.
Rainier II Grimaldi (Ranieri II Grimaldi), né en 1350 et mort en 1407, est un seigneur de Monaco. 
Il est le fils de Charles Ier de Monaco et de Luchina Spinola et le petit-fils de Rainier Ier Grimaldi, premier souverain de Monaco.
Il épouse Isabella Asinari.
Il régna dès l'âge de 2 ans, du 29 juin 1352 jusqu'au 15 août 1357. Les causes de la fin de son règne à l'âge de 7 ans sont dues à l'occupation Génoise[réf. nécessaire].

## Armoiries
| Blason | Blasonnement : Fuselé d'argent et de gueules. |